# Dinklage
Dinklage è una città di 13 290 abitanti della Bassa Sassonia, in Germania.

Appartiene al circondario (Landkreis) di Vechta (targa VEC).